# Stigmella populetorum
Stigmella populetorum là một loài bướm đêm thuộc họ Nepticulidae. Nó được tìm thấy ở Texas, Ohio, Kentucky, California, Ontario và British Columbia.

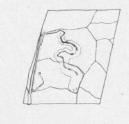
Mine

Sải cánh dài khoảng 5 mm. Late instar larvae have been được tìm thấy ở mid-June và tháng 8. Con trưởng thành bay từ cuối tháng 6 through đến tháng 9. There are two và possibly three generation per year.
Ấu trùng ăn Populus species, bao gồm Populus deltoides, Populus trichocarpa, Populus nigra italica và Populus x canadensis.Chúng ăn lá nơi chúng làm tổ. 